# 仏日契嵩
契嵩（かいすう）は、中国の北宋の雲門宗の禅僧。号は明教大師。俗姓は李、字は仲霊、潜子とも名のる。藤州鐔津県（広西チワン族自治区梧州市藤県）の出身。欧陽修らが士大夫の学を興し、仏教を排斥するのに対抗し、『原教』『孝論』『輔教編』等を著して、儒仏道三教・儒仏・仏道王道の一致を論じた。その後、天台との論争のために、禅の立場から『伝法正宗記』3部12巻を撰述して、禅宗の伝灯と政治を助ける仏教の立場を明らかにし、『輔教編』とともに仁宗皇帝に献じ、入蔵を許された。契嵩は明教大師の師号を賜り、国家的な権威が与えられ、その名は天下にきこえた。文章に長じ、多くの著作を残し、『鐔津文集』20巻がある。その思想は、宋学に大きな影響を与え、日本へも伝えられた。

## 生涯
7歳で出家、13歳で得度し、14歳で具足戒を受ける。

19歳の時に遊方に出て、神鼎洪諲、洞山暁聡らに参じる。23,4歳ころ洞山暁聡の法を嗣ぎ、雲門５世となる。

35歳ころ銭塘に行き、杭州湖山に住み、儒家の排仏論者に反駁する「原教」「孝論」を著す。

従来の灯史の整理を行い、欧陽脩らの排仏論者に対抗して三教一致論を展開した。また、『六祖壇経』の刊行にも携わる。
『輔教編』が完成すると、帝都の開封に出向き入蔵運動を行う。嘉祐7年（1062年）仁宗より『伝法正宗記』（「伝法正宗記」・「伝法正宗定祖図」・「伝法正宗論」）と『輔教編』の大蔵経入蔵が認可され、明教大師の大師号を賜る。入蔵の結果、天台との泥沼化した争論に終止符がうたれ、禅宗の優位が国家の権威によって確定することになった。
入蔵後杭州にもどり、晩年をその地で過ごす。仏日山浄慧寺の住持となった後、霊隠寺永安精舎で没する。生涯を通して大藍名刹に住することなく、著述によって護法に尽力した。

## 後世の評価・日本への影響
契嵩の著書は北宋勅版大蔵経（開宝蔵）の続蔵部門への入蔵という権威により、以後の各時代の大蔵経に入り、不動の地位を占めている。

　めぼしい弟子に恵まれなかったが、没後、臨済宗の禅僧の覚範慧洪（1071 - 1128)が顕彰に尽力した。その後、南宋の禅僧の虚堂智愚、元の禅僧の中峰明本、元の儒者の呉澄などによって高く評価される。明代、キリスト教が伸張すると、北宋代に廃仏をおしかえした契嵩の姿が、仰ぐべき先達として思い浮かべられた。

　日本においては、入宋・来朝した禅僧による宋学の導入にも力があった。特に一山一寧に参じた夢窓疎石及びその派下の義堂周信、虎関師錬、中巌円月等が契嵩の思想を受け入れ、五山禅僧は契嵩を私淑し、五山の文化（文学・美術）は契嵩等の思想的影響によるところが大きかった。特に義堂は「明教大師の再来」と少室慶芳に称された。

　『輔教編』は観応2年（1351年）夢窓疎石の弟子の春屋妙葩により、天目山の中峰明本に参じた無隠元晦が日本に将来したという天目山幻住庵流通本が五山版として版行された。

　「伝法正宗定祖図」は、入蔵直後、蘇州万寿禅院に募縁によって石碑が建てられ、その石碑の拓本が日本に将来され、それを転写した東寺観智院旧蔵（現MOA美術館蔵）の鎌倉時代の古写本が『大正新脩大蔵経』図像部10に掲載されている。

## 著書
- 『伝法正宗記』3部12巻（『大正新脩大蔵経』51所収。現存最古の開元寺版大蔵経本によれば以下の構成[3]）
- 「伝法正宗記」巻1-9（西天28祖・東土6祖を中心とした禅門列祖の伝灯録。『大正新脩大蔵経』51所収）
- 「伝法正宗定祖図」巻10（上記33祖の師資相承を図と文と明示した書。『大正新脩大蔵経』51所収）
- 「伝法正宗論」巻11-12（祖統説の根拠を史的に論証した書。『大正新脩大蔵経』51所収。）
- 『輔教編』3巻5編（以下の構成[4]）
- 「原教」（1050年成立、仏教の五戒・十善と儒家の五常が相い通ずる道理」
- 「勧書」（1056年成立、人は心によるから君子は従に廃仏を行うべきではないとの勧論）
- 「広原書」（1056年成立、「原教」を補充し仏儒百家各聖人の一心は同じとの調和融合的論旨）
- 「孝論」（1053年成立、孝は儒と同様に仏でも重要思想なることの主張）
- 「壇経賛」（1054年、仏教所伝の妙心を宗とする『壇経』の所説を高揚）
- 『夾注輔教編』（『輔教編』に自ら註をつけた書）
- 『鐔津文集』全20巻（『大正新脩大蔵経』52所収。鐔津は契嵩の出身地。資聖懐悟など雲門宗の親密な系譜の人々によって詩文が集められた。構成は「嘉祐集」15巻・「非韓」3巻・「詩」2巻124首・巻首「「明教大師行業記」。台北故宮博物館蔵の南宋初期1134年の版本が現存する唯一の初刻本。[5]）
- 『治平集』（内容不詳、散逸）

## 注・出典
1. ↑  蔭木英雄「義堂周信・絶海中津」（『仏教文学講座』3、勉誠社、1994年）
2. ↑  内田啓一「MOA美術館蔵『伝法正宗定祖図』について　宋請来の拓本と図像」（『国華』1435、2015年）→『仏教美術史展望』（法蔵館、2021年）
3. ↑  椎名宏雄「『伝法正宗記』諸本の系統」（『財団法人松ヶ岡文庫研究年報』2、1988年）→『宋元版禅籍の文献史的研究１』（臨川書店、2023年）
4. ↑  椎名宏雄「五山版『夾註補教編』の考究」『禅学典籍叢刊３』（臨川書店、2000年）→『宋元版禅籍の文献史的研究１』（臨川書店、2023年）
5. ↑  椎名宏雄「『鐔津文集』の成立と諸本の系統に関する研究」『中国の仏教と文化』（大蔵出版、1988年）→『宋元版禅籍の文献史的研究１』（臨川書店、2023年）
　阿部隆一「故宮博物院蔵沈氏研易楼捐贈宋元版本志」『増訂中国訪書志』（汲古書院、1983年）